# Oberwiesenthal
Oberwiesenthal (oficiálně Kurort Oberwiesenthal) je lázeňské město a centrum zimních sportů v německé spolkové zemi Sasko. Nachází se v zemském okrese Krušné hory a má přibližně 2 100 obyvatel. Leží na hranicích s Českou republikou. S nadmořskou výškou 914 metrů je také nejvýše položeným městem Německa.

## Geografie
Oberwiesenthal leží v údolí říčky Polavy a na jihovýchodním úbočí hory Fichtelberg. S českým městem Loučná pod Klínovcem (dříve Český Wiesenthal)  ležícím na protější straně údolí je spojeno hraničním přechodem pro pěší. V okolí města se nacházejí tyto vrcholy Krušných hor:
- Klínovec – 1244 metrů, nejvyšší hora Krušných hor
- Fichtelberg – 1215 metrů, nejvyšší hora Saska a bývalé NDR
- Kleine nebo Hintere (malý nebo zadní) Fichtelberg – 1206 metrů, vedlejší vrchol Fichtelbergu
- Eisenberg –1029 metrů

## Správní členění
Oberwiesenthal se dělí na 3 městské části:
- Oberwiesenthal
- Unterwiesenthal
- Hammerunterwiesenthal

## Historie
Oberwiesenthal byl založen v roce 1527 pány ze Schönburgu (česky „ze Šumburka“) jako hornická osada, rok poté co byla v oblasti nalezena stříbrná ruda.
Roku 1530 obdržela osada městská práva, a roku 1559 se dostal Oberwiesenthal pod správu saského panovnického rodu Wettinů.
Důlní činnost byla v 19. století ukončena. Město se postupně díky zájmu o Fichtelberg a lyžařskému sportu stalo cílem turistů. V roce 1921 se Oberwiesenthal spojil s u Polavy ležícím Unterwiesenthalem, zmiňovaným poprvé už v roce 1406. Unterwiesenthal měl městská práva už v roce 1510. Od 29. května 1935 má Oberwiesenthal statut lázeňského města.

## Pamětihodnosti

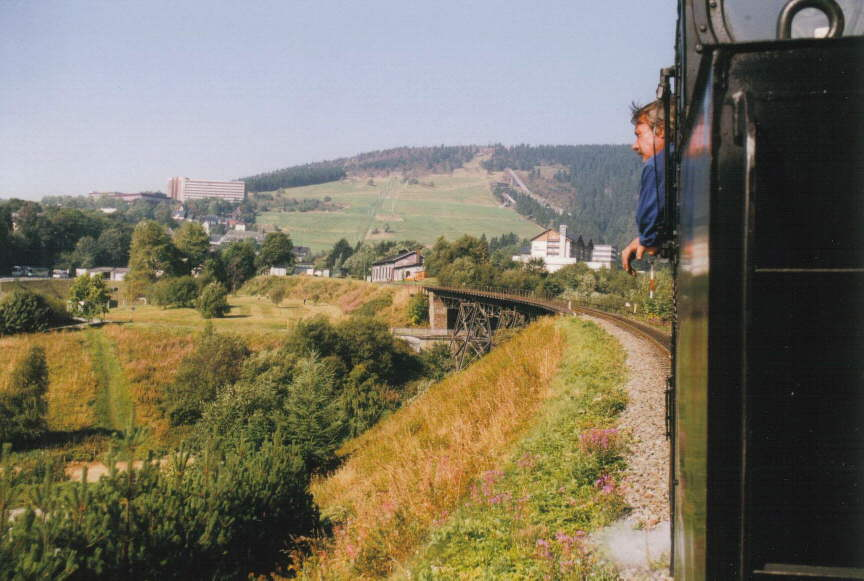
Vlak úzkorozchodné železnice přijíždí do Oberwiesenthalu, na svazích Fichtelbergu jsou vidět i dva skokanské můstky

- Fichtelbergbahn – úzkorozchodná železnice Cranzahl – Oberwiesenthal
- Kabinková lanovka na Fichtelberg, nejstarší svého druhu v Německu, slouží už od roku 1924

## Obyvatelstvo
Tabulka uvádí vývoj počtu obyvatel:
| Rok  | Počet              |
| ---- | ------------------ |
| 1559 | 95 vlastníků polí  |
| 1748 | 190 vlastníků polí |
| 1834 | 1278               |
| 1871 | 1980               |
| 1890 | 1967               |
| 1910 | 1729               |

| Rok  | Počet |
| ---- | ----- |
| 1925 | 2425  |
| 1939 | 2446  |
| 1946 | 2946  |
| 1950 | 4603  |
| 1964 | 2553  |
| 1971 | 2611  |

| Rok  | Počet |
| ---- | ----- |
| 1990 | 3920  |
| 1998 | 3381  |
| 1999 | 3273  |
| 2000 | 3163  |
| 2001 | 3069  |
| 2002 | 3015  |

| Rok  | Počet |
| ---- | ----- |
| 2003 | 2925  |
| 2004 | 2828  |
| 2005 | 2735  |
| 2006 | 2675  |
| 2007 | 2592  |
| 2009 | 2501  |

| Rok  | Počet |
| ---- | ----- |
| 2010 | 2461  |
| 2011 | 2322  |

## Partnerská města
- Fichtelberg, od 3. října 1990
- Lauf an der Pegnitz, od 3. října 1990
- Schonach im Schwarzwald, od 3. října 1990
- Hakuba, Japonsko, od 18. srpna 2002